# 印度無鬚魮
印度無鬚魮（学名：Puntius deccanensis）是輻鰭魚綱鯉形目鯉科的其中一個種，分布於亞洲印度，為特有種，體長可達3.7公分，棲息在中底層水域。有可能現已滅絕。